# Puerto de Grimsel
El puerto de Grimsel (en alemán Grimselpass) es un puerto de montaña de Suiza que culmina en los 2165 metros. Une Innertkirchen en el distrito administrativo de Interlaken-Oberhasli (cantón de Berna) con Gletsch (cantón del Valais).

## Geografía

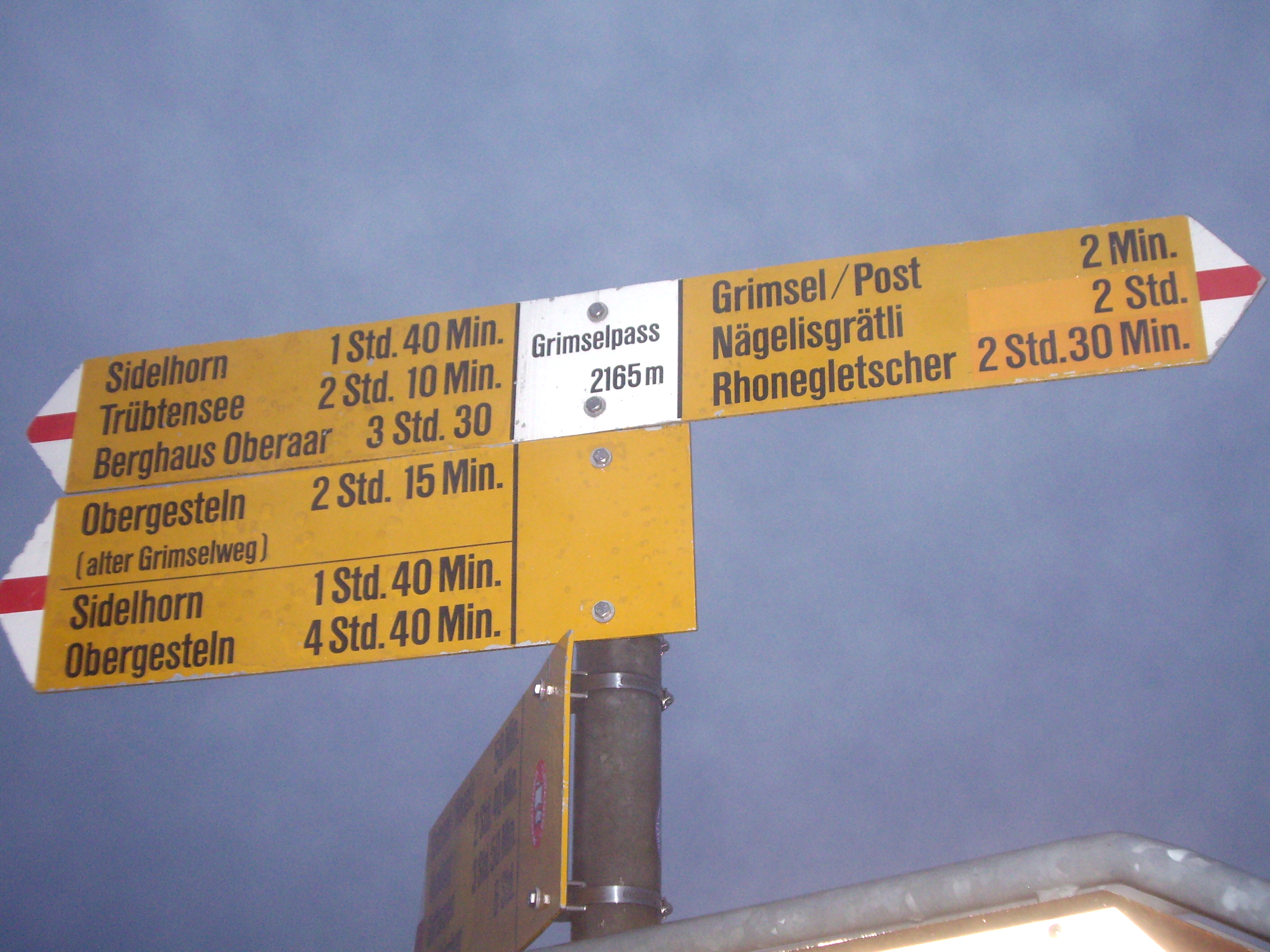
Letrero para el senderismo en la cumbre del puerto.

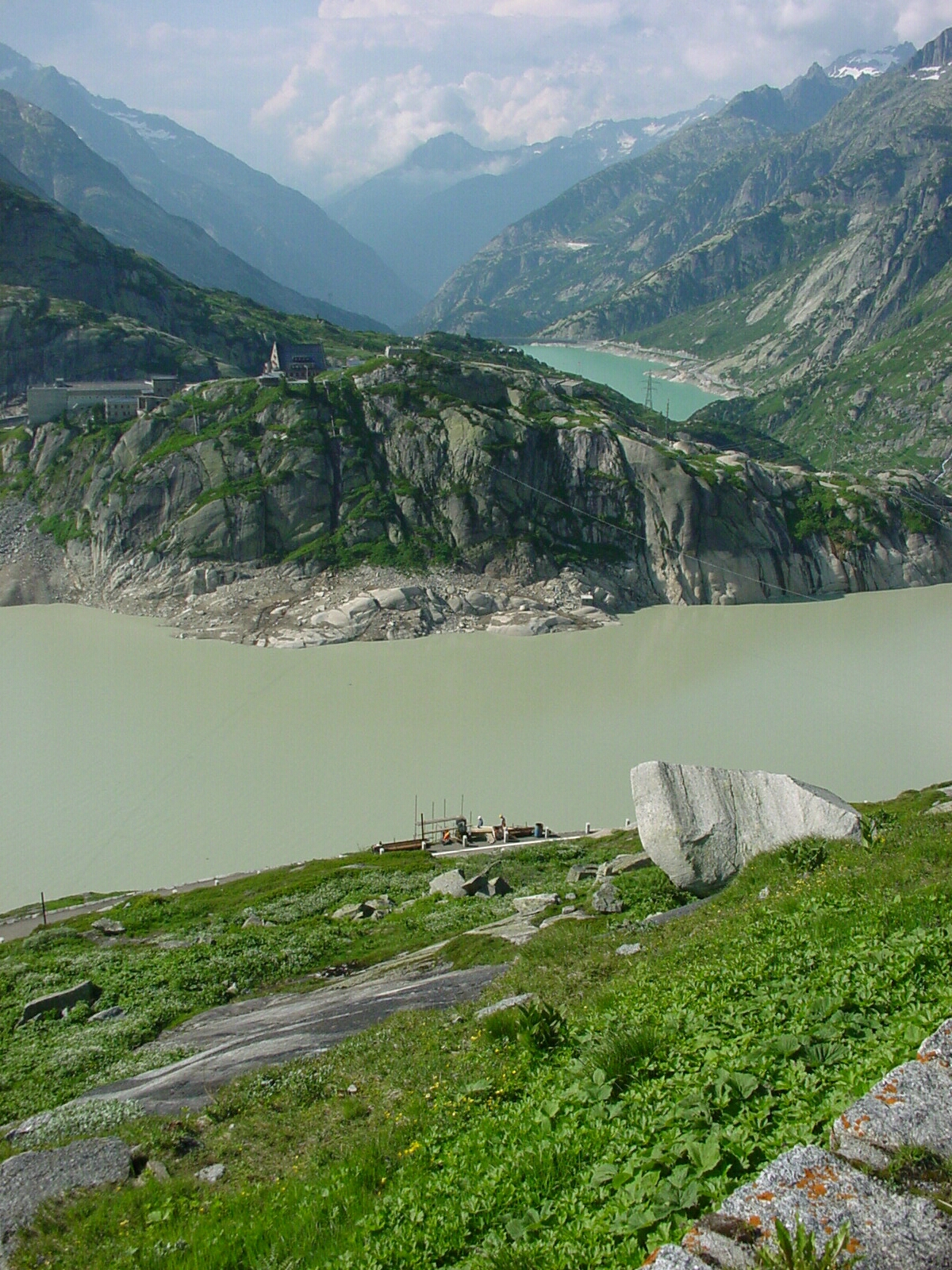
Lagos de Grimsel y Räterichsboden.

El puerto es la línea divisoria entre el Rin y el Ródano (de hecho se encuentra muy cercano al nacimiento del río Ródano).
Está orientado globalmente en dirección norte-sur, la rampa norte es más larga y se extiende en el valle superior del Río Aar en la comuna de Guttannen. La rampa sur comienza en la comuna de Oberwald, que es igualmente el punto de partida hacia el Puerto de Furka. La subida por el lado norte es más larga.
La parte septentrional de este puerto de montaña está situado entre el valle del Río Aar.
Dos lagos adyacentes lindan con la carretera de acceso al paso:
- Räterichsbodensee
- Grimselsee 1909 m, que se encuentra en la continuidad del Glaciar del Unteraar, un glaciar que se sitúa al lado bernés y bordea la frontera.

## Historia
La carretera, abierta en el año 1894, tiene una longitud de 33 kilómetros con un desnivel del 10%. Se construyó igualmente un hospicio en la cumbre del paso, y en él se llevan a cabo diversos experimentos subterráneos en el marco de Grimsel Test Site. El proyecto científico estudia el almacenamiento de los residuos radioactivos.

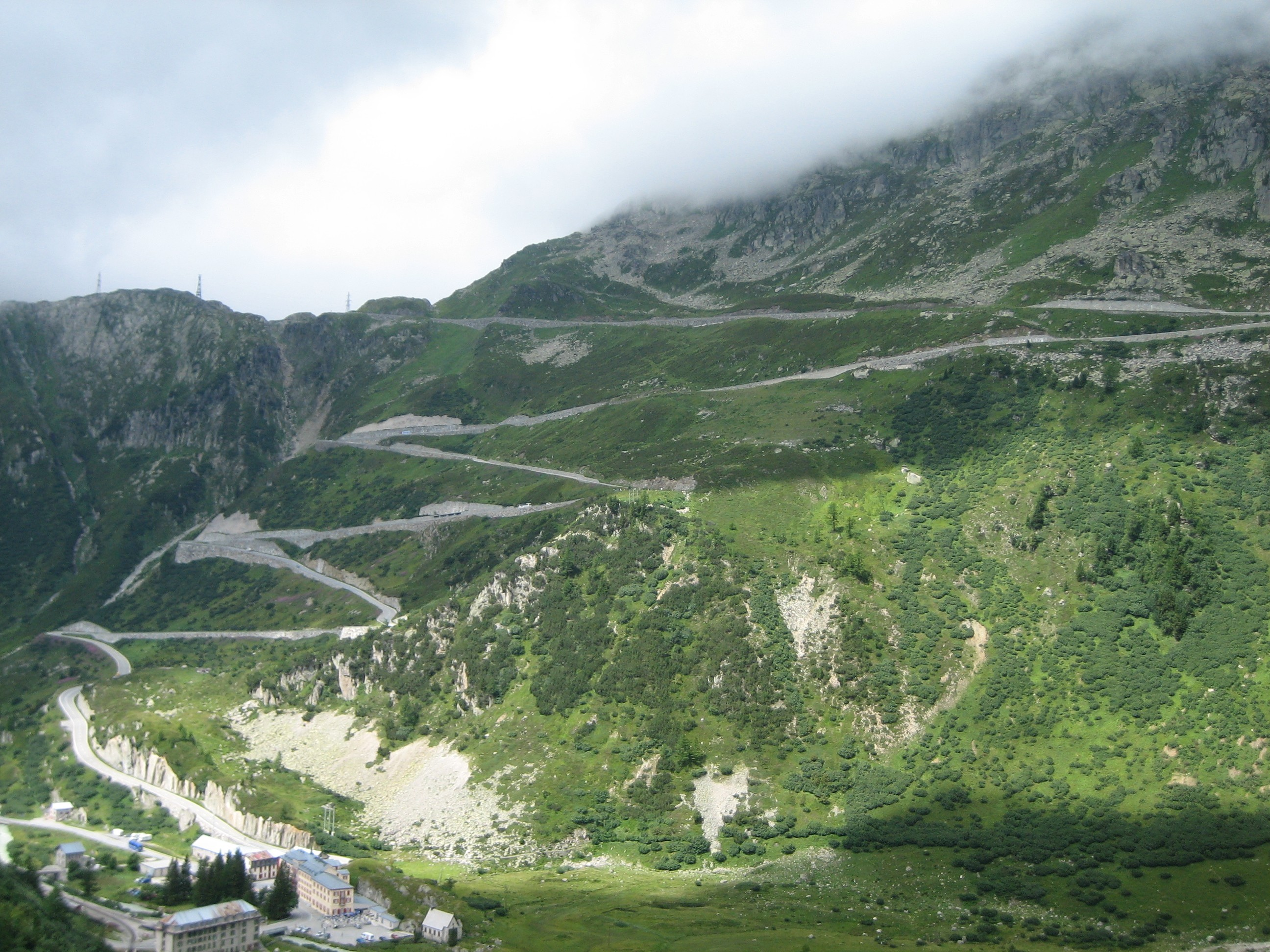
La rampa sur, abajo a la izquierda Gletsch.

## Clima
| Parámetros climáticos promedio de Grimsel-Hospiz | Parámetros climáticos promedio de Grimsel-Hospiz | Parámetros climáticos promedio de Grimsel-Hospiz | Parámetros climáticos promedio de Grimsel-Hospiz | Parámetros climáticos promedio de Grimsel-Hospiz | Parámetros climáticos promedio de Grimsel-Hospiz | Parámetros climáticos promedio de Grimsel-Hospiz | Parámetros climáticos promedio de Grimsel-Hospiz | Parámetros climáticos promedio de Grimsel-Hospiz | Parámetros climáticos promedio de Grimsel-Hospiz | Parámetros climáticos promedio de Grimsel-Hospiz | Parámetros climáticos promedio de Grimsel-Hospiz | Parámetros climáticos promedio de Grimsel-Hospiz | Parámetros climáticos promedio de Grimsel-Hospiz |
| Mes                                              | Ene.                                             | Feb.                                             | Mar.                                             | Abr.                                             | May.                                             | Jun.                                             | Jul.                                             | Ago.                                             | Sep.                                             | Oct.                                             | Nov.                                             | Dic.                                             | Anual                                            |
| ------------------------------------------------ | ------------------------------------------------ | ------------------------------------------------ | ------------------------------------------------ | ------------------------------------------------ | ------------------------------------------------ | ------------------------------------------------ | ------------------------------------------------ | ------------------------------------------------ | ------------------------------------------------ | ------------------------------------------------ | ------------------------------------------------ | ------------------------------------------------ | ------------------------------------------------ |
| Temp. máx. media (°C)                            | -2.7                                             | -2.6                                             | -1.1                                             | 1.4                                              | 6                                                | 9.9                                              | 12.8                                             | 12.5                                             | 10.6                                             | 7.4                                              | 1.6                                              | -1.4                                             | 4.5                                              |
| Temp. mín. media (°C)                            | -8.8                                             | -8.8                                             | -7.3                                             | -4.4                                             | 0                                                | 3.2                                              | 5.6                                              | 5.6                                              | 3.9                                              | 1.1                                              | -4                                               | -7.6                                             | -1.8                                             |
| Precipitación total (mm)                         | 208                                              | 179                                              | 208                                              | 209                                              | 163                                              | 160                                              | 144                                              | 158                                              | 120                                              | 147                                              | 188                                              | 212                                              | 2094                                             |
| Días de precipitaciones (≥ 1 mm)                 | 13.8                                             | 13.1                                             | 15.9                                             | 14.7                                             | 15.7                                             | 15.4                                             | 14.4                                             | 14.8                                             | 11                                               | 10.5                                             | 12.5                                             | 13.6                                             | 165.4                                            |
| Fuente: MeteoSchweiz                             |                                                  |                                                  |                                                  |                                                  |                                                  |                                                  |                                                  |                                                  |                                                  |                                                  |                                                  |                                                  |                                                  |